# Denis Alekseyevich Abramov
Denis Alekseyevich Abramov (tiếng Nga: Денис Алексеевич Абрамов; sinh ngày 6 tháng 6 năm 1995) là một tiền vệ bóng đá người Nga. Anh thi đấu cho F.K. Rotor-2 Volgograd.

## Sự nghiệp câu lạc bộ
Anh có màn ra mắt tại Russian Second Division cho FC Olimpia Volgograd vào ngày 16 tháng 7 năm 2012 trong trận đấu với FC Astrakhan.